# Maltesholms slott
Maltesholm är ett slott i Östra Sönnarslövs socken i Kristianstads kommun. Slottet ligger 18 kilometer sydväst om Kristianstad på Linderödsåsen. Maltesholm byggdes som ett renässansslott med en bred vallgrav 1635-1638 men fick sitt nuvarande utseende under 1780-talet med valmat tak och putsad fasad. Slottet är privat men parkanläggningen är öppen för allmänheten från slutet av april till mitten av oktober dagligen klockan 10-17.00.

## Historia

### Malte Juul

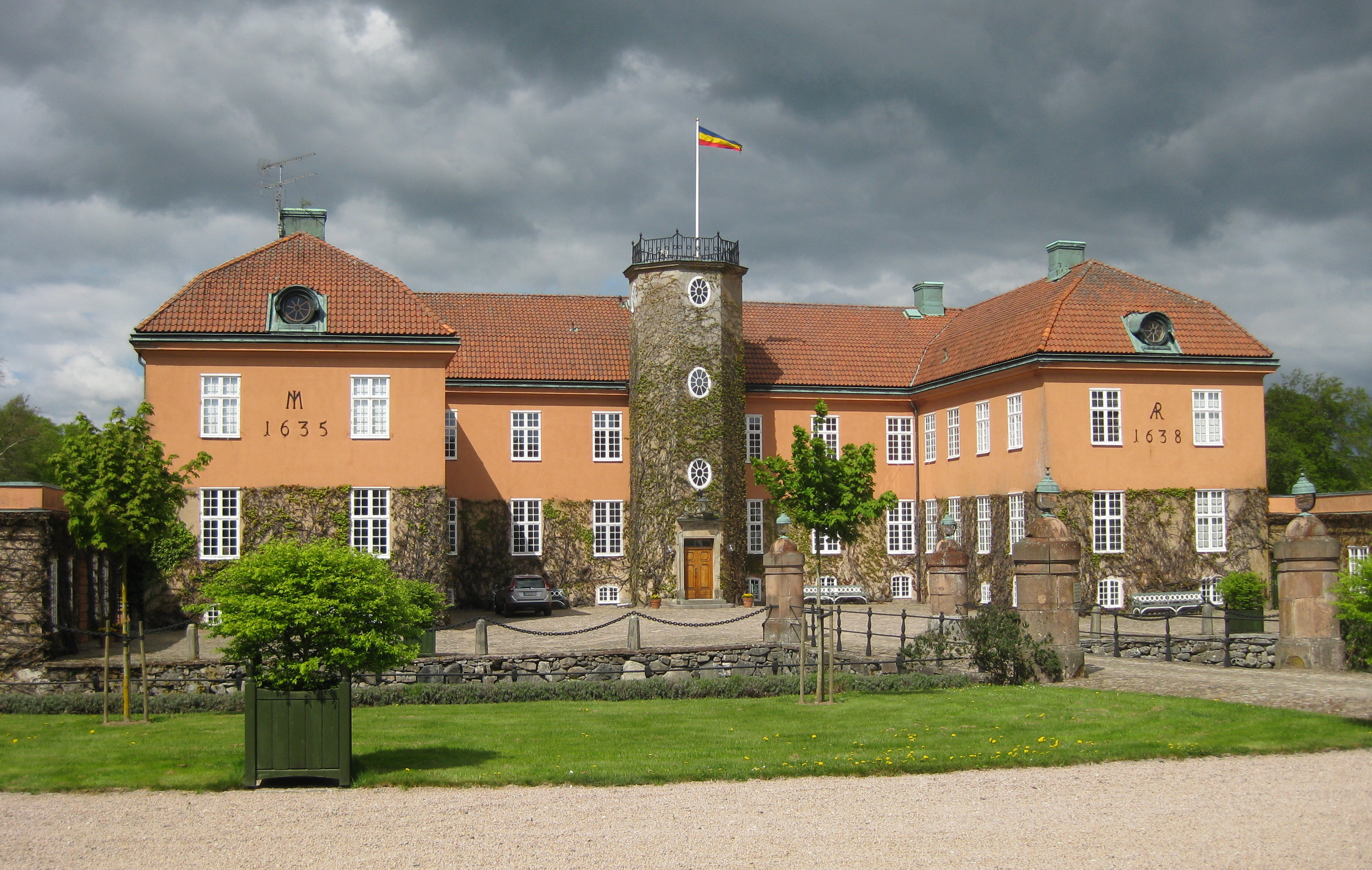
Maltesholms slott, stenbron, slottsgården och trapptornet.

Under medeltiden tillhörde godset Vittskövle, som då innehades av släkten Brahe, sedan avskildes det och blev en utgård till Sönnarslövs by. Genom arv tillföll gården Anne Ramel och hon gifte sig 1625 med danske länsmannen i Kristianstad Malte Juul som gav gården sitt namn. Han utökade godset genom att köpa in mark från närliggande gods. År 1635 lät han uppföra den nuvarande slottsbyggnaden som ett renässans-slott i Kristian IV-stil. Det var byggt i tegel med tre våningar, två praktgavlar och ett trapptorn med en sirlig spira, omgivet av en bred vallgrav.

#### Bygge Hans
Godset utökades under den rike och egensinnige Malte Ramels tid. Han var Skånes störste godsägare. Sonen Hans Ramel, som kallades för Bygge-Hans eftersom han ägnade stor tid åt att utveckla faderns gods och att resa praktbyggnader, fortsatte att expandera Maltesholm. Han byggde om slottet enligt tidens stil 1780. Han tog bort spiran, trappstegsgavlarna, sänkte slottet med en våning och gav det ett brutet valmat tak. Fasaden putsades och vindbryggan ersattes av en stenbro. 

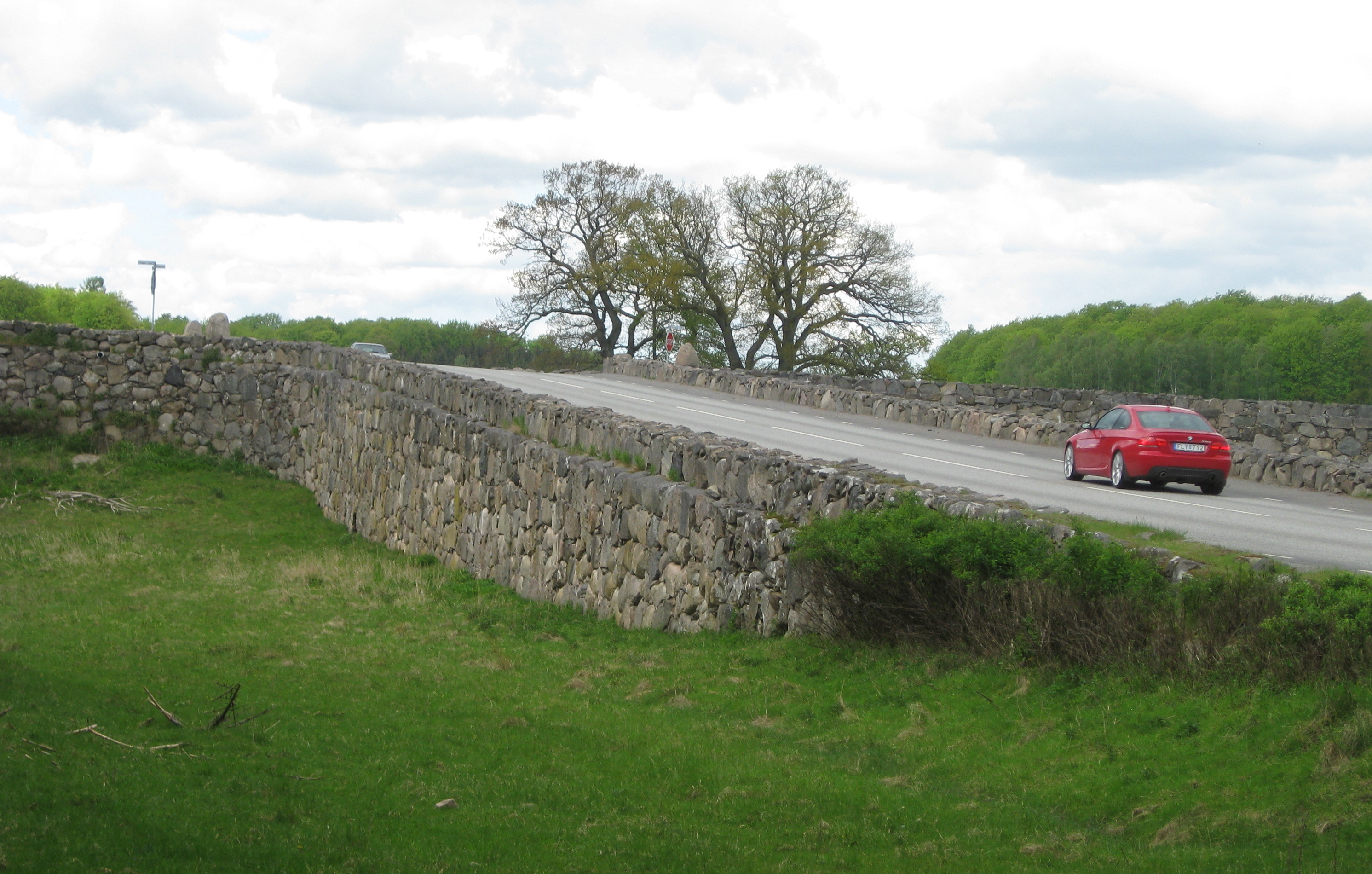
Höge väg.

Bygge-Hans lät också anlägga det enorma byggverket Höge väg som leder upp till slottet, den är 1,3 kilometer lång och 12–20 meter bred och är på sina ställen 6 m hög. Vägen tog nästan 50 år att bygga och varje dag var arbetarna på slottet tvungna att ta med sig en sten till vägbygget och de lär ha sagt: Vore inte herreman galen, så hade ej fattigman bröd.

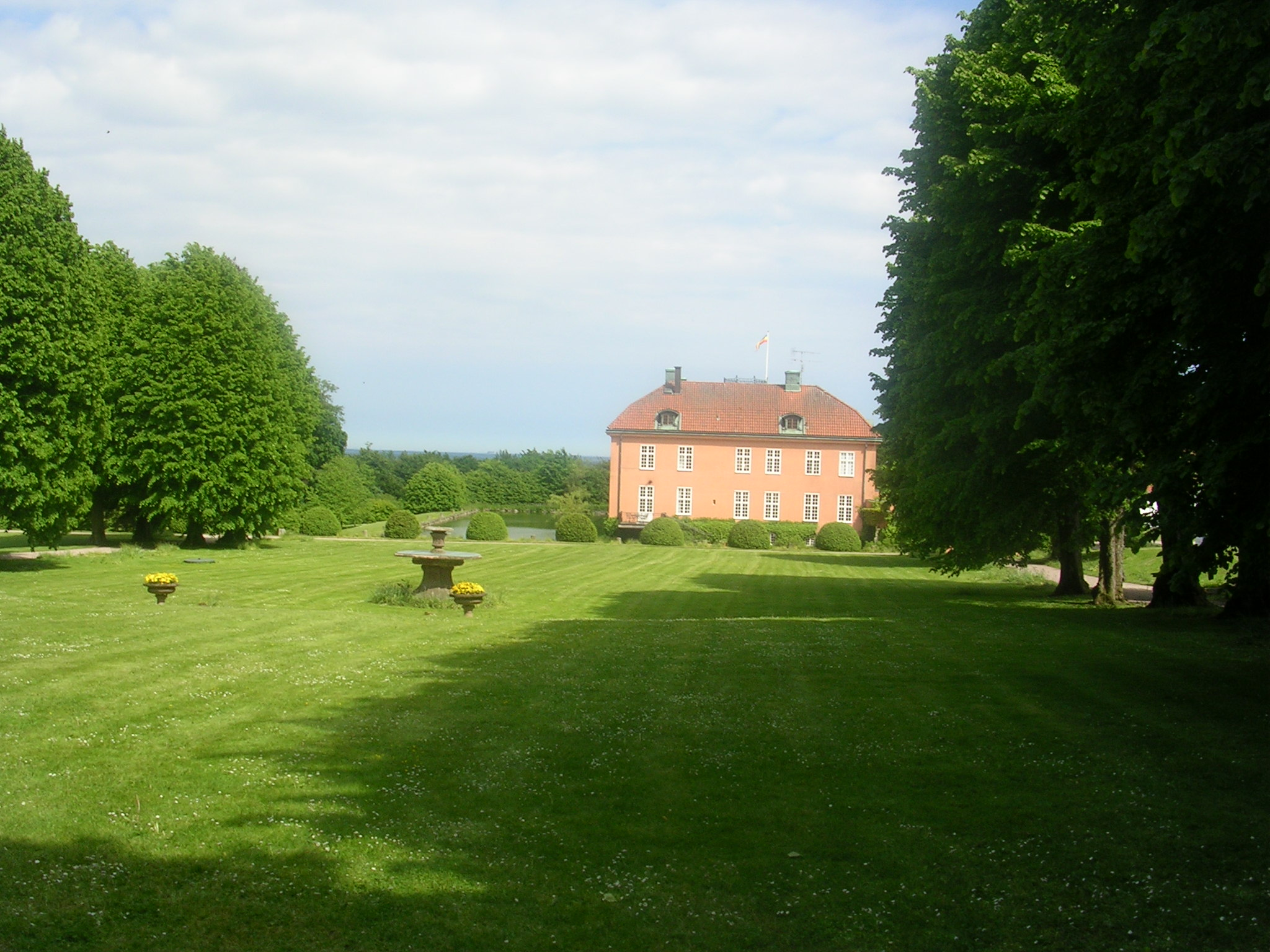
Maltesholms slottspark.

År 1800 övergick slottet till Axel Gabriel De la Gardie som var gift med Christina Gustava Ramel och förblev i släkten De la Gardies ägo i över 100 år. År 1933 övergick godset genom arv till den friherrliga familjen Palmstierna som är dess nuvarande ägare.

### Parken
Den magnifika slottsparken har utvecklats under 370 år från en renässansträdgård med blomster och nyttokvarter till en sen 1700-tals landskapspark som är arrangerad i två axlar från slottet. I parken ligger ett lusthus i klassicistisk stil ritat av Carl Hårleman 1770. Dessutom finns i parken ett orangerie från 1781 där enligt Linné Sveriges första bananer odlades.
Där kan man också se Sveriges största idegran och en enorm Douglasgran som är över 100 år gammal, 35 meter hög och har ett stamomfång på 450 cm.

### Ramelska gravkoret
Ett par km sydost om slottet ligger Östra Sönnarslövs kyrka med sina äldsta delar från 1100-talet och dekorerad med kalkmålningar från 1400-talet. Där finns det Ramelska gravkoret, som inrymmer tre stensarkofager med stoftet efter Malte Ramel och hans båda gemåler.

### Besök av Carl von Linné
Den 25 maj 1749 besöktes Maltesholm av Carl von Linné och han skriver inledningsvis: "Maltesholm, en präktig sätesgård herr Ramel tillhörig, kvart 4 från Köping. Det stora stenhuset med tvenne flyglar och ett torn i fronten var på alla sidor omgivit med en stor, fyrkantig damm och vindbrygga, beprydd med sköna trädgårdar, som på västra sidan stego upp i höjden, uti vilka sågos de skönasta alléer av de vackraste lövträn och de täckaste häckar av avenbok eller charme". Därefter följer en beskrivning av ägorna och olika växtarter som han sett, speciellt i den artrika bokskogen (strax öster godset är det i dag ett naturreservat). Han nämner även att arbetet med att så kornet pågick för fullt på åkrarna och redogör sedan utförligt för sina tankar om lämplig såningstid.